# Frații Serapion

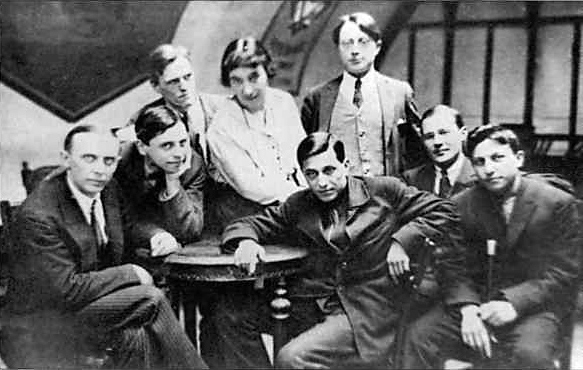
Frații Serapion. De la stânga la dreapta: Konstantin Fedin, Mihail Slonimski, Nikolai Tihonov, Elizaveta Polonskaia, Nikolai Nikitin, Mihail Zoșcenko, Ilia Gruzdev, Veniamin Kaverin.

Frații Serapion (Fraternitatea Serapion sau, într-o altă traducere, Frații lui Serapis; în rusă Серапионовы Братья) a fost un grup de scriitori constituit la Petrograd, RSFS Rusă, în 1921. Grupul a fost numit după un grup literar, Die Serapionsbrüder (Frăția Serapion), constituit în jurul scriitorului romantic german E. T. A. Hoffmann, autorul al unui volum de povești omonim. El a fost compus din Nikolai Tihonov, Veniamin Kaverin, Mihail Zoșcenko, Viktor Șklovski, Vsevolod Ivanov, Elizaveta Polonskaia, Ilia Gruzdev, Mihail Slonimski, Lev Lunț, Vladimir Pozner, Nikolai Nikitin și Konstantin Fedin. Grupul s-a format în perioada studiilor universitare ale membrilor săi și a conferințelor ținute de Iuri Tînianov, Evgheni Zamiatin (al cărui eseu din 1922 intitulat „Frăția Serapion” oferă o perspectivă cu privire la stilul de început al mai multor membri) și Kornei Ciukovski la Casa Artelor din Petrograd (Petrogradsky Dom Iskusstv). Grupul s-a constituit în mod oficial în cursul primei sale reuniuni din 1 februarie 1921, iar membrii săi s-au întâlnit cu regularitate în fiecare sâmbătă la Casa Artelor.
Grupul s-a dizolvat în cele din urmă: mai mulți membri s-au mutat la Moscova și au devenit scriitori oficiali ai regimului sovietic, în timp ce alții, printre care Zoșcenko, au rămas la Petrograd (Leningrad) sau au emigrat din Rusia Sovietică. Hongor Oulanoff a scris, „Frații Serapion nu au fondat o școală literară. De fapt - așa cum reiese din Manifestul Serapion și din operele lui Fedin - Frăția nici nu a avut intenția să fondeze o școală.”

## Evgheni Zamiatin și Frații Serapion
Evgheni Zamiatin a devenit asociat cu Frații Serapion în 1921, când a fost numit lector la Casa Artelor (Dom Iskusstv), unde trăiau și studiau membrii grupului serapionist. Institutul era situat într-o prestigioasă clădire de pe Nevski Prospekt, în fostul palat al guvernatorului regiunii Sankt Petersburg. Scriitorii, inclusiv serapioniștii, ocupau aripa palatului aflată de-a lungul malului râului Moika. Această locație a inspirat inițial expresia Dom na naberejnoi (Casa de pe chei). Zamiatin și alți scriitori au trăit acolo ca o mică comunitate de intelectuali; stilul lor de viață și atmosfera artistică a fost descrisă mai târziu în memoriile și scrisorile membrilor acestui grup.
În acea vreme, Zamiatin critica fără teamă politica sovietică a Terorii Roșii. El terminase deja elaborarea romanului Noi și lucra ca redactor, alături de Maxim Gorki, la proiectul „Literatura universală”. Șklovski și Kaverin au descris prelegerile lui Zamiatin ca provocatoare și stimulante. Cu toate acestea, celebra afirmație a lui Zamiatin că „adevărata literatură nu poate fi creată decât de nebuni, pustnici, eretici, visători, rebeli și sceptici” a fost în mare măsură greșit înțeleasă. Grupul Frații Serapion a rămas neutru și retras și s-a orientat în cele din urmă către o literatură experimentală și mai inovatoare. Zamiatin a devenit deziluzionat de învățăturile promovate de serapioniști și a părăsit gruparea.

## Iuri Tînianov și serapioniștii
Iuri Tînianov a coordonat studiile și publicațiile Fraților Serapion de când i-a întâlnit la Casa Artelor din Sankt-Petersburg. El a susținut non-conformismul lor moale și opoziția lor tăcută față de literatura sovietică promovată de autoritățile regimului de la Moscova. În mod ironic, mulți dintre serapioniști au ajuns să-și facă ulterior o carieră la Moscova, ca membri ai Uniunii Scriitorilor Sovietici.
Majoritatea membrilor grupului Frații Serapion s-au conformat treptat realismului socialist promovat de regimul sovietic.

## Kornei Ciukovski și serapioniștii
Kornei Ciukovski a ținut conferințe la Casa Artelor, împreună cu Zamiatin și Tînianov. Frații Serapion au asistat la majoritatea seminariilor celor trei lectori, chiar dacă pentru o scurtă perioadă de timp. În cele din urmă, unii dintre membrii grupului „Frații Serapion” l-a urmat pe Ciukovski la Moscova. Acolo și-au continuat carierele sub îndrumarea lui și au aderat la politica culturală a realismului socialist sovietic. Fiica sa, Lidia Ciukovskaia, și Evghenia Lunț, sora lui Lev Lunț, au fost bune prietene încă din școală până ce familia Lunț s-a mutat la Hamburg, unde Lev Lunț a murit în 1924.

## Leon Troțki și Frații Serapion
Leon Troțki a făcut o scurtă analiză a Fraternității Serapion în cel de-al doilea capitol al cărții Literatură și Revoluție (1924). Troțki caracterizează grupul ca fiind format din tineri naivi; el nu este sigur ce s-ar putea spune despre maturitatea lor literară. Troțki a scris că formarea grupului ar fi fost imposibilă dacă nu ar fi avut loc Revoluția. El a dezavuat pretinsa lor neutralitate politică. „Ca și cum un artist ar putea fi vreodată „fără o tendință”, fără o relație definită cu viața socială, chiar dacă neformulată sau neexprimată în termeni politici. Este adevărat că majoritatea artiștilor își formează relația lor cu viața și cu formele sale sociale în timpul perioadei vieții biologice într-un mod imperceptibil și molecular și aproape fără intervenția rațiunii critice.” Totuși, la numai doi ani de la fondarea grupului, el admitea că analiza lui era puțin probabil să fie definitivă: „De ce îi retrogradăm la statutul de „tovarăși de drum” ai noștri? Pentru că ei sunt dedicați în întregime Revoluției, pentru că această legătură nu este încă precis formată, pentru că ei sunt atât de tineri și pentru că nu se poate spune nimic definitiv despre viitorul lor.”

## Maxim Gorki și Frații Serapion
Cei mai mulți membri ai Frăției nu aveau un venit regulat și erau adesea flămânzi și prost îmbrăcați. Ei au trăit de pe urma sprijinului financiar oferit de Maxim Gorki, chiar dacă grupul considera că romanul realist era depășit și critica, prin urmare, și scrierile binefăcătorului său.